# Shreve, Lamb & Harmon Associates
Lo Shreve, Lamb and Harmon è stato uno studio statunitense di architettura, noto per aver progettato l'Empire State Building.

## Storia
L'azienda venne fondata nel 1920 come  Shreve & Lamb, una partnership tra Richmond Harold Shreve, un canadese della Nuova Scozia, e William F. Lamb, di Brooklyn. Shreve era l'amministratore, mentre Lamb era il progettista. I due si sono incontrati mentre lavoravano alla Carrère & Hastings, e Shreve & Lamb era inizialmente una società Carrère & Hastings. Nel 1924 la coppia decise di lasciare Carrère e Hastings e divenne una società di architettura autonoma.
Nel 1929 Arthur Loomis Harmon, di Chicago, si unì a Shreve & Lamb, e l'azienda divenne Shreve, Lamb & Harmon. Prima di entrare a far parte dello studio, le opere di Harmon includevano i monumenti di battaglia a Tours, Cantigny e Sommepy in Francia, una YMCA a Gerusalemme e lo Shelton Hotel a New York.
Per la costruzione dell'Empire State Building, il lavoro più importante dell'azienda, Lamb è stato responsabile del design, mentre le capacità progettuali di Shreve hanno facilitato il completamento della costruzione in un anno. Le capacità progettuali di Shreve sono state riconosciute a New York e lui è stato coinvolto in progetti al di fuori dell'azienda, come con lo Slum clearance Committee.
Shreve, Lamb & Harmon si è concentrata principalmente sugli edifici commerciali per uffici e il loro lavoro in quest'area è stato descritto come "di riserva e funzionale" nel 2010 dalla Commissione per la conservazione dei punti di riferimento. Tuttavia, l'azienda ha completato numerosi progetti residenziali, come il 130 East 57th Street, e questo aspetto del lavoro della compagnia è stato condotto principalmente in neo-Tudor, così come in altri stili storici popolari degli anni Venti.

## Progetti notevoli
- 500 Fifth Avenue, 1931
- Empire State Building, 1931
- 14 Wall Street, 1931-1932
- Deutsche Bank Building, 1974